# 江村美咲
江村 美咲（えむら みさき、1998年〈平成10年〉11月20日 - ）は、日本の女子フェンシングのサーブル選手である。立飛ホールディングス所属。

## 来歴・人物
小学校3年生の時にフルーレを始める。小学校卒業後、景品に惹かれて出場したサーブル大会で優勝を果たし、同種目に転向した。板橋区立志村第二中学校、大原学園高等学校を経て、中央大学法学部に進学する。2021年3月、同大学を卒業後、同競技では初となるプロ転向を果たす。
父の江村宏二はソウルオリンピックフルーレ日本代表選手で、北京オリンピック監督を務めた。母の孝枝もエペのフェンシング選手として、世界選手権に出場経験がある。
2023年度ミス日本第55期生に、和田静郎特別顕彰として選出された。同年10月に、ベストへア2023 20代の部を受賞した。
2023年10月31日、板橋区民栄誉賞受賞。
2024年5月28日、DIORのスポーツアンバサダーに任命される。
2024年7月1日、日本オリンピック委員会（JOC）からパリオリンピック日本選手団旗手に、ブレイキン男子の半井（なからい）重幸(22)（ダンサー名：Shigekix）と共に起用されることが発表された。尚、江村は2023年に行われた2022年アジア競技大会（杭州）でも開会式で「旗手」を務めており、国際総合大会では異例となる2大会連続の大役を担うことになった。
2024年9月21日、大分県民栄誉賞受賞。

## 主な戦績
2014年8月19日に行われた南京ユースオリンピックで個人では4位だったものの、20日に行われた大陸別混合団体でフルーレの宮脇花綸と共にアジア・オセアニア連合代表の一員として金メダルを獲得した。
2017年6月15日に香港で行われたアジア選手権では個人で銅メダルを獲得し、8月に台北で行われたユニバーシアード夏季大会で個人銅、団体金を獲得した。
2018年1月27日にアメリカ・ボルチモアで行われたワールドカップでは個人で銀メダルを獲得し、12月9日に東京グローブ座で行われた全日本選手権の個人では初優勝を果たした。なお、翌年2019年11月2日にLINE CUBE SHIBUYA行われた全日本選手権でも優勝し2連覇を達成している。
2020年3月7日にギリシャ・アテネで行われたワールドカップでは個人で銅メダルを獲得した。ブダペストで行われたワールドカップの終了後、東京オリンピックの日本代表に決定したことが発表され、親子2代での日本代表となった。9月18日に駒沢オリンピック公園総合運動場体育館で行われた全日本選手権の個人では準決勝で敗れて3位となり、3連覇は達成出来なかった。
2021年、初のオリンピック日本代表として挑んだ東京オリンピックは個人では2回戦で敗退して13位、団体では個人を含めて日本女子で過去最高の5位に入賞した。11月6日に六本木ヒルズアリーナで行われた全日本選手権の個人では決勝で敗れて準優勝だった。
2022年3月6日にギリシャ・アテネで行われたワールドカップの団体で銀メダルを獲得した。5月7日にチュニジア・ハンマメットで行われたワールドカップで、同競技同大会では日本の女子個人として史上初の金メダルを獲得し、8日に行われた団体でも銀メダルを獲得した。5月22日にイタリア・パドヴァで行われたグランプリでは銅メダルを獲得し、2022年6月13日に韓国・ソウルで行われたアジア選手権で個人、15日に行われた団体ともに銀を獲得した。7月20日にエジプト・カイロで行われた世界選手権では、決勝でアゼルバイジャンのアンナ・バシタ相手に15-10で打ち勝ち、同競技同大会では日本の女子個人として史上初となる金メダルを獲得し、23日に行われた団体でも同種目では初となる銅メダルを獲得した。
2024年5月19日、パリオリンピック代表に選出されたことが発表された。
パリオリンピックのフェンシング女子サーブル個人では、3回戦で韓国の崔世彬に7-15で敗れた。その後、現地時間の8月3日に開催された女子サーブル団体では、3位決定戦でフランスに45-40で勝利して銅メダルを獲得した。

## 出演

### CM
- DHC（2025年1月 - ）[38]